# Cavetown
Robin Daniel Skinner, dit Cavetown  (né le 15 décembre 1998 à Oxford en Angleterre), est un auteur-compositeur-interprète et musicien britannique.

## Biographie
Robin Skinner naît à Oxford, au Royaume-Uni, le 15 décembre 1998,. Son intêret pour la musique vient de son père, David Skinner, musicologue et chef de chœur, qui lui a appris à jouer de la guitare à l'âge de 8 ans,. Sa mère est flutiste professionnelle et professeure de musique. Il a grandi à Cambridge et a fréquenté le Parkside Community College de 2010 à 2015 et le Hills Road Sixth Form College jusqu'en 2017.

## Carrière

### De 2012 à 2015: YouTube et Bandcamp
En novembre 2012, il lance sa chaîne YouTube. En octobre 2013, il met en ligne sa première vidéo, une chanson originale intitulée Haunted Lullaby. 
La première chanson qu'il a écrite et enregistrée était Rain en 2013.
Peu de temps après, il a commencé à diffuser de la musique sur Bandcamp avec son premier album, Everything Is Made of Clouds, à l'âge de 14 ans,. 
Il a sorti Gd Vibes, Nervous Friends // Pt. 1, Balance (sous le nom de brother) et Everything is Made of Stars sur Bandcamp au cours des deux années suivantes. 
Il a sorti son premier single This is Home en août 2015, avant de sortir son premier album Cavetown en novembre 2015. Les critiques ont décrit cet album comme "un mélange éclectique d'acoustique et d'électronique". 
Il a continué à publier sur sa chaîne YouTube des reprises de chansons d'artistes tels que Pinegrove, Twenty One Pilots et Joji.

### De 2016 à 2018:16/04/16etLemon Boy
En 2016, il sort son deuxième album studio, 16/04/16. L'album comprend un mélange de "pop de chambre chaude et mélodique" et de "rock indépendant lo-fi". L'album est dédié à son ami d'enfance, Jack Graham, décédé d'une leucémie à la date du titre de l'album. 60% des recettes de l'album ont été reversées à Cancer Research UK. 
En avril 2017, alors qu'il était encore au Sixth Form College, Skinner a atteint la finale du Cambridge Band Competition, remportant à la fois le prix de la meilleure performance acoustique et le prix Kimberley Rew pour l'écriture de chansons. En juin 2017, il est programmé au festival Strawberry Fair à Cambridge. 
En 2018, il sort son troisième album, Lemon Boy. En novembre 2022, la chanson titre de l'album avait accumulé 54 millions de streams sur Spotify et 28 millions de vues sur YouTube.

### De 2019 à 2021:Animal Kingdom,SleepyheadetMan's Best Friend
En 2019, Skinner sort cinq singles séparés qui ont ensuite été compilés dans Animal Kingdom, une mixtape de dix titres comprenant des reprises et des singles originaux avec des collaborations avec Sidney Gish, Simi, Chloe Moriondo et Spookyghostboy,, .
Il a produit le single Prom Dress de Mxmtoon , qui a comptabilisé plus de 152 millions de streams sur Spotify et a été utilisé dans plus de 100 000 vidéos sur la plateforme de partage de vidéos TikTok,,. Le single figure sur le premier album de Mxmtoon, The Masquerade (en), qui a également été entièrement produit par Skinner. En août 2019, Skinner s'est produit sur la scène acoustique du Victorious Festival.
La même année, il signe au label Sire Records, dans la foulée il sort le single Telescope et annonce la sortie de son prochain album, annoncé plus tard sous le nom de Sleepyhead.
En octobre 2019, il se lance dans une tournée mondiale. Il a joué dans 31 salles aux États-Unis et 15 salles au Royaume-Uni en l'espace de quatre mois. Il a été rejoint par Hunny et Mxmtoon pour quelques dates de la tournée britannique, ainsi que Field Medic et Chloe Moriondo pour quelques dates de la tournée américaine. En octobre 2019, il annonce sa tournée le long de la côte est australienne, qui a lieu en janvier 2020, où il était accompagné de Spookyghostboy.
En 2020, il sort son premier "gros" album avec son label, Sleepyhead. La même année, il apparait  dans la série Sessions de la Recording Academy en soutien de MusiCares,. En juin 2020, il annule la tournée pour l'album Sleepyhead en raison de la pandémie de COVID-19. En juillet 2020, il collabore avec Tessa Violet sur le single Smoke Signals, et annonce le lancement de sa marque de vêtements unisexe Cave Collective.
En juin 2021, il sort son EP Man's Best Friend.

### Depuis 2022: Worm Food
En 2022, il sort plusieurs singles, dont trois faisant partie de l'album Worm Food, sorti le 4 novembre.

## Vie privée
Skinner a déclaré qu'il s’identifie à la fois dans le spectre aromantique et asexuel,. Il a fait son coming-out transgenre en septembre 2020. Ses pronoms sont il/iel (he/they en anglais). Il vit à Cambridge depuis 2019.

## Discographie

### Albums studios
| Titre      | Détails | Meilleures positions | Meilleures positions | Meilleures positions |
| Titre      | Détails | UK                   | US Heat              | US Folk              |
| ---------- | --- | -------------------- | -------------------- | -------------------- |
| Cavetown   | - Sortie: 9 novembre 2015 - Label: Autoproduction - Formats: téléchargement numérique, streaming, vinyle               | —                    | —                    | —                    |
| 16/04/16   | - Sortie: 15 août 2016 - Label: Autoproduction - Formats: téléchargement numérique, streaming, vinyl                   | —                    | —                    | —                    |
| Lemon Boy  | - Sortie: 1er janvier 2018 - Label: Autoproduction - Formats: CD, téléchargement numérique, streaming, vinyl           | —                    | —                    | —                    |
| Sleepyhead | - Sortie: 27 mars 2020 - Label: Sire Records - Formats: CD, cassette audio, téléchargement numérique, streaming, vinyl | 52                   | 12                   | 16                   |
| Worm Food  | - Sortie: 4 novembre 2022 - Label: Sire Records - Formats: CD, cassette audio, téléchargement numérique, streaming     | 39                   | —                    | —                    |

### EP
| Titre             | Détails | Meilleures positions |
| Titre             | Détails | US Heat. ENC         |
| ----------------- | --- | -------------------- |
| Dear.             | - Sortie: 29 juin 2018 - Label: Triple Crown Records - Formats: CD, téléchargement numérique, streaming, vinyl | 6                    |
| Man's Best Friend | - Sortie: 4 juin 2021 - Label: Sire Records - Formats: téléchargement numérique, streaming, vinyl              | —                    |
| Little vice       | - Sortie: 23 février 2024 - Label: Sire Records - Formats: téléchargement numérique, streaming                 | —                    |

### Mixtapes
| Titre          | Détails                                                                                             |
| -------------- | --------------------------------------------------------------------------------------------------- |
| Animal Kingdom | - Sortie: 12 avril 2019 - Label: Oat Milk - Formats: téléchargement numérique, streaming, CD, vinyl |

### Singles
Comme artiste principal
| Année | Titre                                                     | Certifications           | Album/EP                |
| ----- | --------------------------------------------------------- | ------------------------ | ----------------------- |
| 2015  | "Devil Town"                                              | - BPI: Argent - RIAA: Or | Cavetown                |
| 2015  | This is Home                                              | - RIAA: Or               | Single hors-album       |
| 2018  | Lemon Boy                                                 | - RIAA: Or               | Lemon Boy               |
| 2018  | Just Add Water                                            |                          | Dear.                   |
| 2018  | Juliet                                                    |                          | Animal Kingdom: Sandy   |
| 2018  | Boys Will Be Bugs                                         | - BPI: Argent - RIAA: Or | Animal Kingdom: Comet   |
| 2019  | "Advice"                                                  |                          | Animal Kingdom: Ash     |
| 2019  | Self Control (cover de Frank Ocean)                       |                          | Animal Kingdom: Shells  |
| 2019  | Hug All Ur Friends                                        |                          | Animal Kingdom: Jackson |
| 2019  | Home                                                      |                          | Single hors album       |
| 2019  | Feb 14                                                    |                          | Sleepyhead              |
| 2019  | Telescope                                                 |                          | Sleepyhead              |
| 2019  | Things That Make It Warm                                  |                          | Sleepyhead              |
| 2019  | You've Got a Friend in Me (cover de Randy Newman)         |                          | Single hors album       |
| 2020  | Sweet Tooth                                               |                          | Sleepyhead              |
| 2020  | I Miss My Mum                                             |                          | Sleepyhead              |
| 2020  | Smoke Signals (avec Tessa Violet)                         |                          | Single hors album       |
| 2020  | Sharpener                                                 |                          | Man's Best Friend       |
| 2021  | Sharpener's Calling Me Again (avec Kina)                  |                          | Single hors album       |
| 2021  | Paul (cover des Big Thief)                                |                          | Man's Best Friend       |
| 2021  | Ur Gonna Wish U Believed Me                               |                          | Man's Best Friend       |
| 2021  | Teenage Dirtbag (avec chloe moriondo) (cover des Wheatus) |                          | Single hors album       |
| 2022  | squares                                                   |                          | squares / y 13          |
| 2022  | y 13                                                      |                          | squares / y 13          |
| 2022  | Fall in Love with a Girl (avec Beabadoobee)               |                          | Worm Food               |
| 2022  | Grocery Store                                             |                          | Single hors album       |
| 2022  | 1994 and Frog                                             |                          | Worm Food               |
| 2023  | del mar county fair 2008                                  |                          | Single hors album       |
| 2023  | glacier maedow                                            |                          | Single hors album       |
| 2024  | let them know they're on your mind                        |                          | Little vice             |
| 2025  | baby spoon                                                |                          |                         |

En collaboration
| Année | Titre                                              | Album/EP              |
| ----- | -------------------------------------------------- | --------------------- |
| 2018  | Devil Town (avec Kevin Devine)                     | Devinyl Splits No. 11 |
| 2020  | Is Your Bedroom Ceiling Bored? (avec Sody)         | Single hors album     |
| 2020  | Lemons (avec Brye)                                 | Single hors album     |
| 2021  | Struck by Lighting (avec Sara Kays)                | Single hors album     |
| 2021  | Trying Not to Cry (avec Kina)                      | Single hors album     |
| 2023  | Nobody Loves Me (avec mxmtoon et Ricky Montgomery) | Single hors album     |

### Publié surBandcamp
En tant que Cavetown
- Everything Is Made of Clouds (2013)
- Gd Vibes (2014)
- Covers (2015)[44]
- Youtube covers (2015)[45]
- Nervous Friends // Pt. 1 (2015)
- Everything Is Made of Stars (2015)

En tant que brother
- balance (2015)[46]
- not anywhere (alex g cover) (2018)[47]
- bny rabit (2018)[48]
- i want to meet your dog (2018)[49]
- Hate (2019)[50]

### Traduction
- (en) Cet article est partiellement ou en totalité issu de l’article de Wikipédia en anglais intitulé « Cavetown » (voir la liste des auteurs).